# Кривава неділя у Станіславі
Кривава неділя у Станіславі (нім. Blutsonntag von Stanislau), також чорна неділя Станіслава — масове вбивство в окупованому нацистами Станіславі (до 1939 року — Станиславів, нині Івано-Франківськ) від 6 до 12 тис. єврейського населення міста, організоване 12 жовтня 1941 р. гауптштурмфюрером СС Гансом Крюгером у зв'язку із запланованим на 22 жовтня приїздом до міста генерал-губернатора Франка та губернатора дистрикту Галичина Ляша.

## Історія
12 жовтня 1941 р. у день єврейського свята Гошанаг Рабах Крюгер наказав провести масову криваву акцію — «блютзонтаґ». Цього дня з самого ранку євреїв міста почали зганяти на ринкову площу, яка ще називалася «табором смерті». День був сонячний. На площі помістилось від 10 до 12 тис. євреїв. На легковому автомобілі з відкритим дахом на площу в'їхав Крюгер і звернувся до більшості євреїв, які вже були на місці зі всім своїм майном, з такими словами: «На цьому вашому новому місці, де ви будете жити, ваші цінності вам не потрібні. Зберіть їх у загальний фонд…». Коли євреї здали свої речі, ними вдалося наповнити дві вантажівки і все майно було вивезено.

Окремо відібрану частину євреїв повантажили на кілька ваговозів і доправили на кладовище, яке було поряд із табором, де після приїзду їм наказали роздягтися. Одяг і взуття поскидали на вантажівки та відвезли на залізничну станцію для відправлення в Німеччину. Зі споминів Ю. Фоєрмана: 
|  | Через головні ворота ми увійшли на кладовище, де тисячі людей сиділи рядами на землі. Праворуч українські юнаки закінчували копати величезну могилу довжиною 60 метрів, шириною 20 метрів, глибиною 5 метрів. Нам було наказано сісти на землю і віддати під загрозою розстрілу (кілька трупів вже було) золото, гроші, золоті ручки і т. п. Збирали це під контролем німців євреї. На кладовищі були українська поліція, жандарми і гестапо. Я зрозумів, що це у них не перша подібна акція, а річ для них дуже звична. Весь час прибували нові групи людей, встановили кулемет… |

О 1-й годині дня на кладовищі почалися масові розстріли. Крюгер взяв особисту участь у кінозйомці кривавої акції. Представники поліції безпеки (Зіпо) вкупі з представниками поліції служби порядку (Орпо) та залізничної поліції підводили євреїв до трьох заздалегідь підготовлених ям і силували їх туди плигати, після чого стріляли. Щоб не було затримки, інші заряджали автомати і подавали їх тим, хто стріляв. Дітей кидали в ями живими, заощаджуючи тим самим набої. Ті євреї, які чекали своєї черги в ту чи іншу яму, де вже видніли перші трупи, піддалися страшенній паніці, їм паморочилося в голові від побаченого, дехто, зомлівши, падав у ями; вони кидалися назад, однак задніх відтісняли кулеметники. Тих, хто з «черги» наважувався утекти чи тільки робив спробу втечі, розстрілювали на місці. Багато трупів повисло на колючому дроті, лежало на території кладовища або за його межами.
До 7-ї години вечора страти було закінчено. Того дня було страчено, зі слів одних очевидців і безпосередніх учасників тих подій, до 6 тис. євреїв, зі слів інших — від 9 до 10 тис. євреїв. Насправді з майже 12-тисячної єврейської юрби в живих (пораненими і скаліченими) залишилося кількасот. Крюгер, побачивши, що є ті, які ледве дихали і могли ще рухатися, сказав, що Адольф Гітлер дарує їм життя і запропонував їм тричі його привітати нацистським салютом: «Хайль Гітлер». Коли напівживі євреї, завзято борючись за життя і порятунок, вчинили те, що їм наказав Крюгер, їх голими відпустили додому, і Крюгер запевнив, що їх ніхто більше не потурбує. Також Крюгер запропонував порятунок керівнику єврейського Управління праці д-ру Тененбауму, однак останній заявив, що відмовляється приймати такий жест із рук убивці і що він хоче померти зі своїми співбратами.

## Масові вбивства в Галичині
«Кривава неділя» 12 жовтня 1941 року вважається початком остаточного розв'язання єврейського питання в Генеральній губернії 13 жовтня Генріх Гіммлер, Оділо Глобочник і вищий начальник СС і поліції Фрідріх-Вільгельм Крюгер зустрілися у Берліні, де, ймовірно, вирішили обладнати в Генеральній губернії стаціонарні табори смерті.
До 1 грудня 1941 р. в Галицькій області трапилися численні масові розстріли, зокрема в Рогатині, Станіславі, Делятині, Калуші, де було вбито по кілька тисяч євреїв. Наприкінці березня 1942 року Крюгер наказав відібрати зі Станіславського гето тисячі «непотрібних євреїв»; починаючи з 1 квітня 1942 року, їх насильно вивозили в Белжецький табір смерті і там умертвляли газом у газових камерах. Було отримано лист-протест на ім'я Йоахіма фон Рібентропа від одного фольксдойче зі Станіслава, де викривалися масові розстріли. 2 липня 1942 року «Нью-Йорк таймс» опублікував звістку про масові вбивства 700 тисяч євреїв на загарбаних німцями територіях, із них 15 000 жертв приписувалося самому Станіславу.
Станіславське гетто було ліквідовано в січні 1943 року. На початку 1944 року «зондеркомандо» розрила більшість колективних могил і спалила трупи, замітаючи сліди злочину. 27 липня 1944 року Станіслав звільнила Червона Армія. З єврейських мешканців міста вижила лише якась сотня.

## Кримінальне покарання
На початку 1966 року в Зальцбурзькому земельному суді відбувся скандальний судовий процес проти двох причетних до цього злочину осіб. Друге судове засідання було проведено у Віденському земельному суді і завершилося 8 листопада 1966 року засудженням на 8 і 12 років. Обидва винуватці були звільнені достроково через помилування.
Після кількарічних розслідувань 1968 року відбувся судовий процес проти 14 службовців поліції безпеки Станіслава, де предметом слухання був і злочин «кривавої неділі». 6 травня 1968 року земельний суд у Мюнстері засудив трьох обвинувачених до довічного позбавлення волі, а шість винуватців — до тривалих строків ув'язнення.